# 필스너

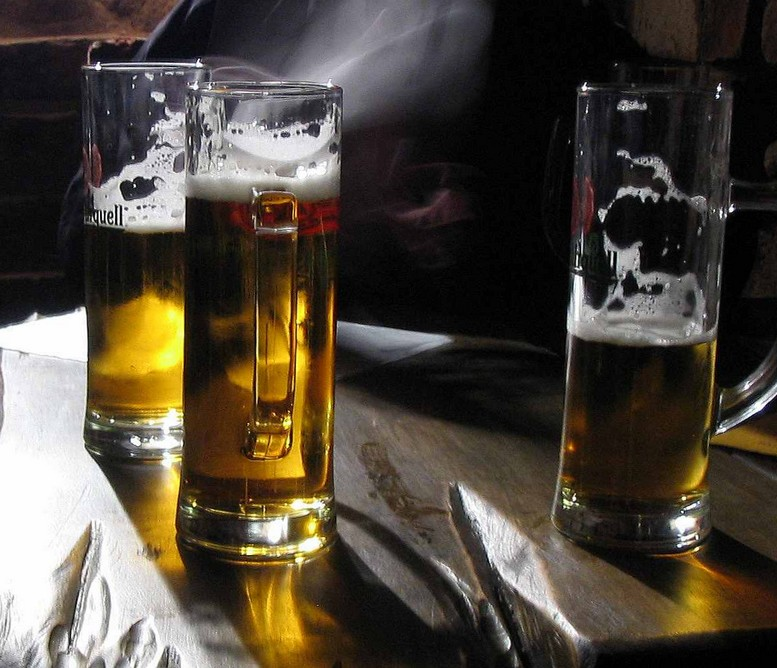
원조 필스너 필스너 우르켈

필스너(독일어: Pilsner)는 체코의 플젠 지방을 발상으로 하는 맥주 스타일의 일종이다.